# Norrbottens Järnvägsmuseum
Norrbottens Järnvägsmuseum ligger vid Karlsvikshyttans järnvägsstation i Karlsvik utanför Luleå och ger en inblick i de senaste 100 årens järnvägsteknikhistoria. Den ideella föreningen Malmbanans Vänner äger och driver museet.
Museet består av en samling byggnader varav en del har flyttas från andra järnvägar i norra Norrland och en fordonssamling. Fordonssamling finns i två hallar och utomhus med en samling på 140 fordon varav de flesta har anknytning till Malmbanan. I museet finns tre stora modelljärnvägar.
Planerna för museet och återuppbyggandet av Gammelstad–Karlsvikshyttans Järnväg till Karlsvik startade i början på 1980-talet. Det återuppbyggda spåret nyinvigdes den 14 juni 1986 och trafikeras av Malmbanans Vänner.

## Områdets historia
Nära järnvägsmuseet ligger ruinen av Luleå järnverk, föregångaren till Norrbottens Järnverk och SSAB. Där drevs Luleå Järnverk mellan 1905 och 1925. För transport till och från järnverket anlades Norrbottens enda enskilda järnväg, Gammelstad-Karlsvikshyttans Järnväg, vilken existerar än idag som industrispår. Banan trafikeras även med veterantågstrafik av föreningen Malmbanans Vänner.

## Källhänvisningar
1. ↑  ”Allmän beskrivning | Norrbottens Järnvägsmuseum”. nbjvm.se. Arkiverad från originalet den 16 maj 2016. https://web.archive.org/web/20160516171308/http://www.nbjvm.se/sv/museet/allman-beskrivning. Läst 22 juni 2016.
2. ↑  ”En kort beskrivning av GKJ”. Föreningen Malmbanans Vänner. 5 juli 1997. Arkiverad från originalet den 21 april 2004. https://web.archive.org/web/20040421222948/http://www2.lulea.se/mbv/swedish/gkj/gkjhist.html. Läst 14 april 2013.
3. ↑  ”Områdets historia”. Arkiverad från originalet den 16 maj 2016. https://web.archive.org/web/20160516210909/http://www.nbjvm.se/sv/content/omr%C3%A5dets-historia. Läst 22 juni 2016.